# نکسنتا اواس
نکسنتا اواس (به انگلیسی: Nexenta OS) که به صورت رسمی با نام Nexenta Core Platform شناخته می‌شود، یک سیستم‌عامل رایانه مبتنی بر اوپن‌سولاریس و اوبونتو بود که بر روی سیستم‌های مبتنی بر معماری x86-64 و آی‌ای-۳۲ اجرا می‌شد. این سیستم‌عامل در پاییز ۲۰۰۵ و پس از اینکه شرکت سان مایکروسیستمز در همان سال پروژه اوپن‌سولاریس را آغاز کرد، پا به عرصه وجود گذاشت. نسخه ۱٫۰ این سیستم‌عامل در فوریه ۲۰۰۸ منتشر شد و اولین سیستم‌عاملی بود که هسته اوپن‌سولاریس را با برنامه‌های فضای کاربری گنو تلفیق می‌کرد. هدف این پروژه فراهم کردن امکاناتی نظیر زی‌اف‌اس و زون‌ها برای جامعه کاربری دبیان گنو/لینوکس بود. یکی از اهداف دیگر این سیستم‌عامل این بود که به عنوان یک سیستم‌عامل متن‌باز، هسته‌ای فراهم کند که درایورهای سخت‌افزاری انحصاری بتوانند در آن گنجانده شوند. شرکت نکسنتا سیستمز این پروژه را بنیان نهاد و از ان حمایت مالی به عمل می‌آورد. در اواخر سال ۲۰۱۱ این پروژه متوقف و پروژه Illumian جایگزین آن شد.